# Saint-Laurent-des-Combes, Gironde
Saint-Laurent-des-Combes là một xã thuộc tỉnh Gironde trong vùng Aquitaine tây nam nước Pháp. Xã này nằm ở khu vực có độ cao trung bình 21 mét trên mực nước biển.